# 31412 Andersonribeiro
(31412) Andersonribeiro é um asteroide que faz parte do cinturão principal de asteroides, descoberto em 13 de janeiro de 1999 pelo programa de observações LONEOS. Ele foi nomeado em 21 junho de 2023   WGSBN (Working Group Small Body Nomenclature) da IAU.

## Designação e nome
Designado provisoriamente como 1999 AP20. Foi batizado em homenagem ao Físico e Astrônomo em Anderson de Oliveira Ribeiro, professor do Centro Universitário Geraldo Di Biase no Rio de Janeiro, Brasil. Ele é conhecido por seus resultados sobre a dinâmica dos asteroides Atira e a taxonomia dos asteroides troianos das cores do SDSS.